# Titularbistum Gordoserba
Das Titularbistum Gordoserba (lateinisch Gordoserbanus) ist ein Titularbistum der römisch-katholischen Kirche.
Gordoserba, identifizierbar mit Kızderbent (Provinz Kocaeli in der heutigen Türkei), ist ein altes Bistum der römischen Provinz Bithynien in der Zivildiözese Pontus. Es war Teil des Patriarchats von Konstantinopel und war dem Erzbistum Nicäa als Suffraganbistum unterstellt.
Es gibt drei dokumentierte Bischöfe dieser Diözese: Isidor nahm 680 am Konzil von Konstantinopel teil und unterzeichnete 691/92 in Trullo die Konzilsakte. Neophytus gehörte zu den Vätern des zweiten Konzils von Nicäa im Jahr 787 und Stephanus sprach auf den Konzilen von Konstantinopel 869–870 und 879–880.
Es wurde 1933 von Papst Pius XII. als Titularbistum errichtet. Bisher hatte es keinen Titelinhaber.